# Nicollette Sheridan

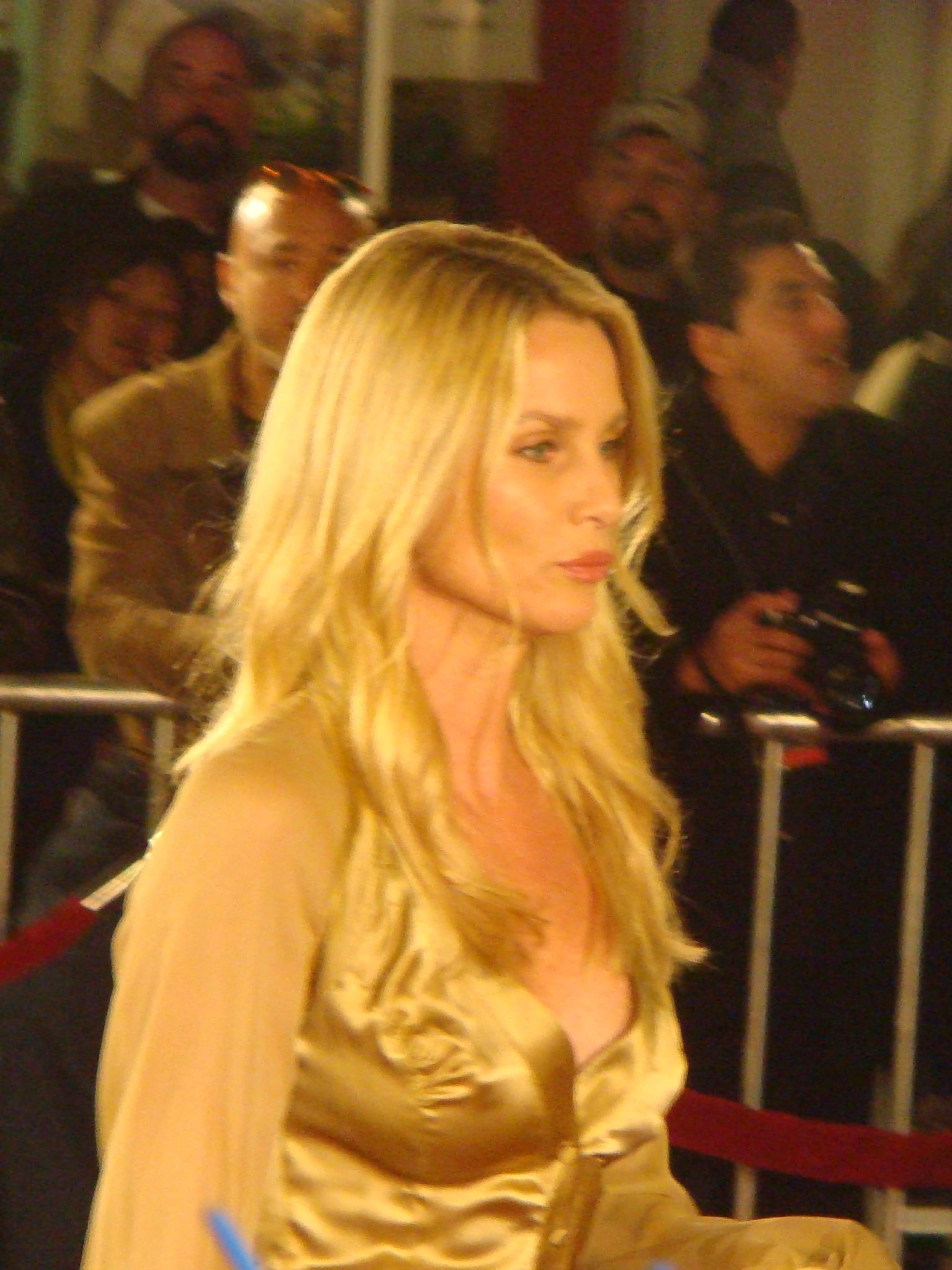
Nicollette Sheridan (2007)

Nicollette Sheridan (* 21. November 1963 in Worthing, England) ist eine US-amerikanische Schauspielerin britischer Herkunft.

## Karriere
Ihre Karriere begann sie als Model bei der weltweit größten Modelagentur Elite Model Management.
Bekannt wurde Sheridan in den 1980er Jahren vor allem durch die Darstellung der Paige Matheson in der Fernsehserie Unter der Sonne Kaliforniens. Der weltweite Durchbruch gelang ihr ab 2004 mit der US-Fernsehserie Desperate Housewives in der Rolle der Edie Britt, die sie bis 2009 darstellte.
Im Jahr 2010 verklagte sie den Produzenten der Serie und den Sender ABC wegen angeblicher Misshandlung, Diskriminierung und ungerechtfertigter Kündigung, konnte sich aber in mehreren Instanzen nicht durchsetzen.

## Privates
Ihre Mutter war eine Zeit lang mit dem Schauspieler Telly Savalas verheiratet; aus dieser Ehe stammt auch ein Halbbruder Sheridans, der Schauspieler Nick Savalas.
Sheridan war von 1991 bis 1993 mit Harry Hamlin verheiratet. Ab 2006 war sie mit Michael Bolton verlobt, diese Verlobung wurde 2008 aufgelöst. Die beiden waren bereits in den 1990er Jahren ein Paar. 2014 liierte sie sich mit dem Schauspieler Aaron Phypers und heiratete ihn Ende 2015, Mitte 2016 erfolgte die Trennung und 2018 die Scheidung.
2009 war sie Richard Lugners Gast beim Wiener Opernball.

## Filmografie (Auswahl)
- 1984: Karussell der Puppen (Paper Dolls, Fernsehserie, 13 Folgen)
- 1985: Der Volltreffer (The Sure Thing)
- 1986: Dark Mansions (Fernsehfilm)
- 1986: Mord mit verteilten Rollen (Dead Man’s Folly)
- 1986–1993: Unter der Sonne Kaliforniens (Knots Landing, Fernsehserie, 173 Folgen)
- 1990: Heißes Erbe Las Vegas (Lucky Chances, Miniserie)
- 1990: Sinnliche Täuschung (Deceptions, Fernsehfilm)
- 1992: Noises Off! – Der nackte Wahnsinn (Noises Off)
- 1994: Und die Zeit heilt alle Wunden (A Time to Heal, Fernsehfilm)
- 1995: Silver Strand (Fernsehfilm)
- 1995: Killervirus – In Deinen Adern fließt der Tod (Virus, Fernsehfilm)
- 1996: Kindesraub – Die Entführer wohnen nebenan (The People Next Door, Fernsehfilm)
- 1996: Agent 00 – Mit der Lizenz zum Totlachen (Spy Hard)
- 1997: Mörderjagd – Eine Frau schlägt zu (Murder in My Mind, Fernsehfilm)
- 1997: Beverly Hills Ninja – Die Kampfwurst (Beverly Hills Ninja)
- 1999: Raw Nerve
- 2000: Stummer Schrei – Und keiner kann dir helfen (The Spiral Staircase, Fernsehfilm)
- 2002: .com for Murder
- 2003: Deadly Betrayal (Fernsehfilm)
- 2003: Jagd auf den verlorenen Schatz (Lost Treasure)
- 2003: Becker (Fernsehserie, Folge 6x09)
- 2004: Deadly Visions (Fernsehfilm)
- 2004–2009: Desperate Housewives (Fernsehserie, 96 Episoden)
- 2007: Code Name: The Cleaner
- 2008: Fly Me to the Moon 3D
- 2012: Noah
- 2012: Finding Ms. Right: Nur mit Lügen kommt man weiter (Jewtopia)
- 2013: The Christmas Spirit (Fernsehfilm)
- 2014: Let’s Kill Ward’s Wife
- 2018–2019: Der Denver-Clan (Dynasty, Fernsehserie, 22 Episoden)
- 2023: Ladies of the '80s – A Divas Christmas (Fernsehfilm)